# Oleksandr Spivak
Oleksandr Serhijovyč Spivak (in ucraino Олександр Сергійович Співак? angl. Aleksandr Sergeyevich Spivak; Mariupol', 6 gennaio 1975) è un ex calciatore ucraino, di ruolo attaccante.

## Carriera

### Club
Durante la sua carriera ha vestito le divise di Silur Chartsyzsk, Stal Mielec, SKA Odessa, Čornomorec' Odessa, Šachtar Donec'k, Stal' Alcevsk, Zirka Kirovograd, Metalurh Zaporižžja e Zenit. Non giocando alcun incontro nel campionato russo del 2007 vinto dallo Zenit, non risulta tra i vincitori.
Vanta 4 presenze senza reti nella Coppa delle Coppe UEFA con la maglia dello Šachtar e 20 incontri e 3 gol in Coppa UEFA con la casacca dello Zenit.

### Nazionale
Il 2 giugno 2001 esordisce in Nazionale contro la Norvegia (0-0), partita valida per le qualificazioni ai Mondiali 2002. Colleziona 3 presenze senza reti con l'Ucraina.

## Palmarès

### Club

#### Competizioni nazionali
- Kubok Ukraïny: 1

Šachtar Donec'k: 1996-1997